# Chropawiec

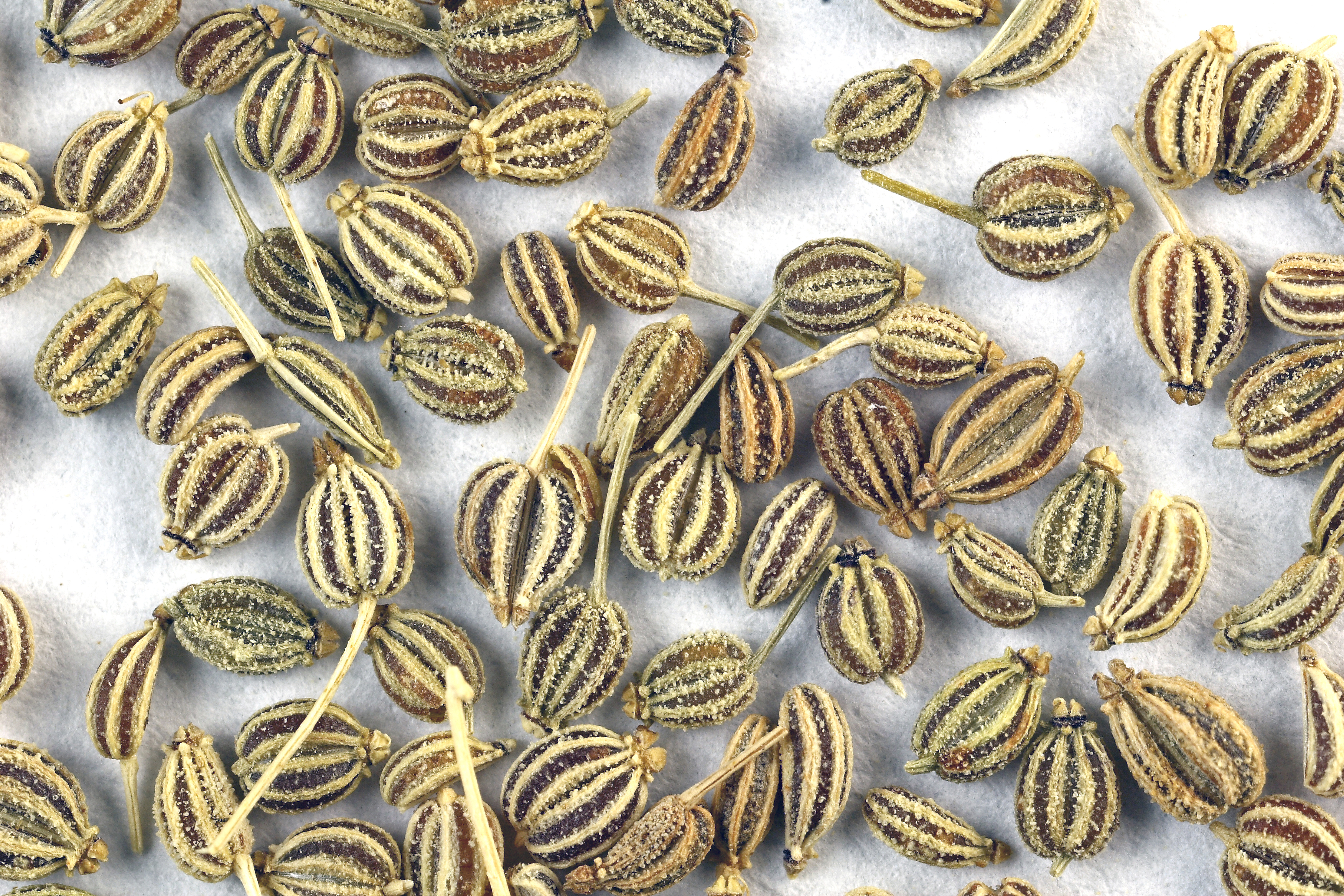
Owoce chropawca wonnego – indyjski kminek

Chropawiec (Trachyspermum Link) – rodzaj roślin z rodziny selerowatych. Obejmuje 15 gatunków. Występują one w południowej Azji (od Iraku po Chiny) oraz we wschodniej Afryce (od Etiopii po Tanzanię). Chropawiec wonny T. ammi został rozprzestrzeniony i rośnie jako dziczejący także w południowo-zachodniej i środkowej Azji, w różnych krajach europejskich, w Maroku i Michigan.
Owoce chropawca wonnego obfitują w olejek eteryczny, którego głównym składnikiem jest tymol. Wykorzystywane są jako przyprawa i w lecznictwie ze względu na działanie antyseptyczne.
Inny gatunek o owocach wykorzystywanych jako przyprawa i opisywany jako T. roxburghianum klasyfikowany jest współcześnie pod nazwą Psammogeton involucratus.

## Morfologia
PokrójRośliny zielne, jednoroczne i byliny, nagie lub krótko owłosione, czasem kępiaste.
LiścieTrójdzielne lub pierzasto podzielone na bardzo wąskie, równowąskie lub równowąsko lancetowate, czasem jajowate łatki, całobrzegie lub piłkowane.
KwiatyZebrane w zwykle baldaszki, a te w baldachy złożone o kilku lub licznych promieniach. Pokrywy i pokrywki są nieliczne (czasem ich brak), podobne, równowąskie, omszone, na brzegu błoniaste lub orzęsione. Płatki korony białe lub zaróżowione, od spodu omszone.
OwoceRozłupnie jajowate, silnie spłaszczone bocznie, brodawkowate lub owłosione, rzadziej nagie, z nitkowatymi żebrami.

## Systematyka
Pozycja systematyczna
Rodzaj z podrodziny Apioideae Seemann, rodziny selerowatych Apiaceae z rzędu selerowców Apiales.
Wykaz gatunków:
- Trachyspermum ammi (L.) Sprague – chropawiec wonny
- Trachyspermum baluchistanicum Nasir
- Trachyspermum clavatum Nasir
- Trachyspermum confusum Hedge, Lamond & Rech.f.
- Trachyspermum falconeri (C.B.Clarke) H.Wolff
- Trachyspermum gedrosiacum (Bornm.) Hedge, Lamond & Rech.f.
- Trachyspermum halophilum Hedge, Lamond & Rech.f.
- Trachyspermum khasianum (C.B.Clarke) H.Wolff
- Trachyspermum pimpinelloides (Balf.f.) H.Wolff
- Trachyspermum podlechii (Leute) Hedge, Lamond & Rech.f.
- Trachyspermum reginei Ajani & Mozaff.
- Trachyspermum scaberulum (Franch.) H.Wolff ex Hand.-Mazz.
- Trachyspermum stewartii (Dunn) Hedge, Lamond & Rech.f.
- Trachyspermum triradiatum H.Wolff
- Trachyspermum villosum (Haines) P.K.Bhattach. & K.Sarkar